# Avesnes-le-Comte
Avesnes-le-Comte é uma comuna francesa na região administrativa de Altos da França, no departamento de Pas-de-Calais. Estende-se por uma área de 9,38 km². Em 2010 a comuna tinha 1 884 habitantes (densidade: 200,9 hab./km²).